# Олімпіас
Олімпіас — поліметалічне родовище в Греції на півострові Халкідікі. Одне з найбільших у Європі за запасами золота. Власність канадської компанії TVX Gold Inc.

## Історія і характеристика
Розроблялося цією компанією з 1976 р. до початку 90-х років; тут добували на рік 250—360 тис. т поліметалічних руд із вмістом золота до 10 г/т, срібла 100 г/т і більше. На збагачувальній фабриці одержували цинковий і свинцевий концентрати, які направляли на переплавку; золото при цьому не вилучали.
У останні роки фабрика стала випускати також золотовмісний арсенопірит-піритовий концентрат, який не перероблявся і складувався. Для організації вилучення золота з руд і складованих концентратів компанія реконструювала підприємство.

## Родовище Олімпіас
Родовище Олімпіас (інша назва — Касандра) розташоване в півд.-східній периферії Родопського серединного масиву. Приурочене до горизонту мармурів, що розщеплюється на два пласти сумарною потужністю до 200 м, укладеному в могутній товщі протерозойських ґнейсів. Ґнейси і мармури перетнені серією поперечних розломів північно-західного простягання. Вздовж цих порушень пластичні мармури зім'яті в складки. На східному крилі однієї з таких складок в обох пластах мармурів розташовуються два пластові поклади поліметалічних золотовмісних карбонатно-кварцових руд.
Станом на 1999 р. підтверджені запаси родовища (категорій proven+probable) становлять 14.2 млн т руд з середнім вмістом золота 8.3 г/т, або до 118 т золота, в числі яких 6.5 т золота в складованих арсенопірит-піритових концентратах (з сер. вмістом 22.92 г/т) і 8.2 т — в хвостах збагачення (із вмістом 3.42 г/т). Вміст срібла в рудах — 138 г/т, цинку — 6.1%, свинцю — 4.6

## Реконструкція підприємства
Компанія TVX Gold Inc. планує після реконструкції щорічно добувати на родовищі Олімпіас підземним способом протягом перших п'яти років до 680 тис. т руди і вилучати з неї близько 8 т золота на рік. Крім того, буде добуватися понад 70 т срібла, 21.5 тис. т цинку і 22.5 тис. т свинцю в концентратах на рік. Робота підприємства розрахована на 18-літній термін.
Реконструкція підприємства (включаючи підземні виробки) почалася в кінці 2000 р. Гірничо-збагачувальний комплекс став до ладу до 2003 р. На ньому переробляють також золотовмісні руди міднопорфирового родовища Скурієс.